# Monalisa

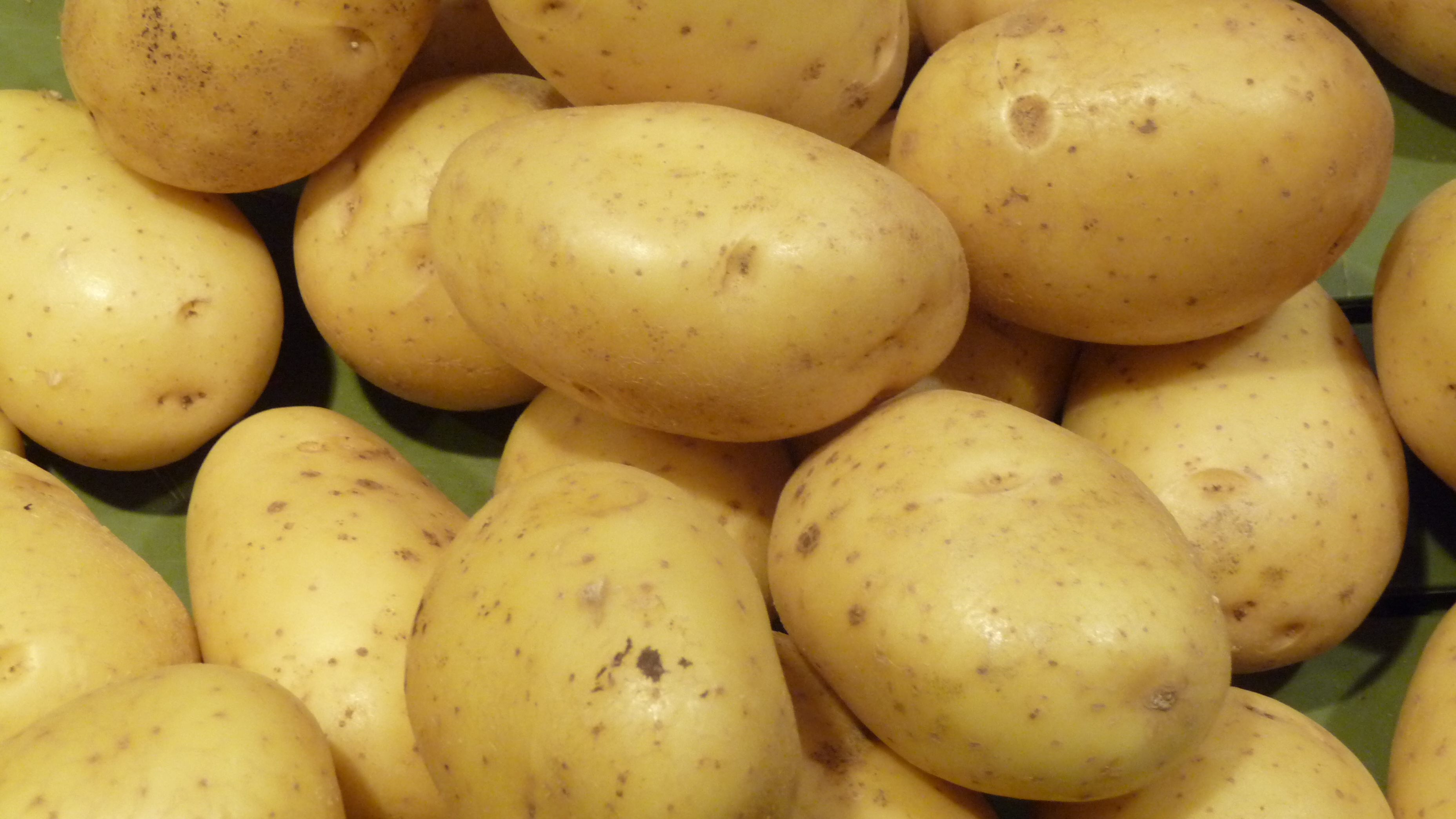
Kartoffelsorte Monalisa

Monalisa  ist eine mittelfrühe Kartoffelsorte. Sie ist festkochend bis ziemlich festkochend.
Die Sorte besitzt gegen die gängigen Kartoffelkrankheiten gute Resistenzen, ist jedoch gegenüber Kraut- und Knollenfäule empfindlich. Züchter ist HZPC Holland. Monalisa ist vor allem für den frischen Verzehr geeignet. Die Knollen sind oval, besitzen eine gelbe, sehr glatte Schale und sind flachäugig.